# Amtsgericht Ebersbach
Das Amtsgericht Ebersbach war ein Gericht der ordentlichen Gerichtsbarkeit und ein Amtsgericht in Sachsen mit Sitz in Ebersbach/Sa.

## Geschichte
In Ebersbach bestand bis 1879 das Gerichtsamt Ebersbach als Eingangsgericht. Im Rahmen der Reichsjustizgesetze wurden 1879 im Königreich Sachsen die Gerichtsämter aufgehoben und Amtsgerichte, darunter das Amtsgericht Ebersbach, geschaffen. Der Gerichtssprengel umfasste Ebersbach (Alt-) mit Alt- und Neuspreedorf (anteilig), Haine (anteilig) mit Schützhäusern, Hempel (anteilig), Hübelhäusern und Buschmühlhäusern, Alteibau mit Hosesträucher (Mundgut), Altgersdorf, Neuebersbach, Neueibau mit Hinterhäusern und Lehnbusch, Neugersdorf bei Ebersbach und Walddorf mit Kottmarhäusern. Das Amtsgericht Ebersbach war eines von 18 Amtsgerichten im Bezirk des Landgerichtes Bautzen. Der Amtsgerichtsbezirk umfasste danach 13.577 Einwohner. Das Gericht hatte damals eine Richterstelle und war ein kleines Amtsgericht im Landgerichtsbezirk.
In den 1940er Jahren wurden das Amtsgericht Ebersbach kriegsbedingt zum Zweiggericht des Amtsgerichtes Löbau. Im Jahre 1952 wurde das Amtsgericht Ebersbach in der DDR aufgehoben und das Kreisgericht Löbau an seiner Stelle neu geschaffen. Gerichtssprengel war nun der Kreis Löbau.

## Gerichtsgebäude

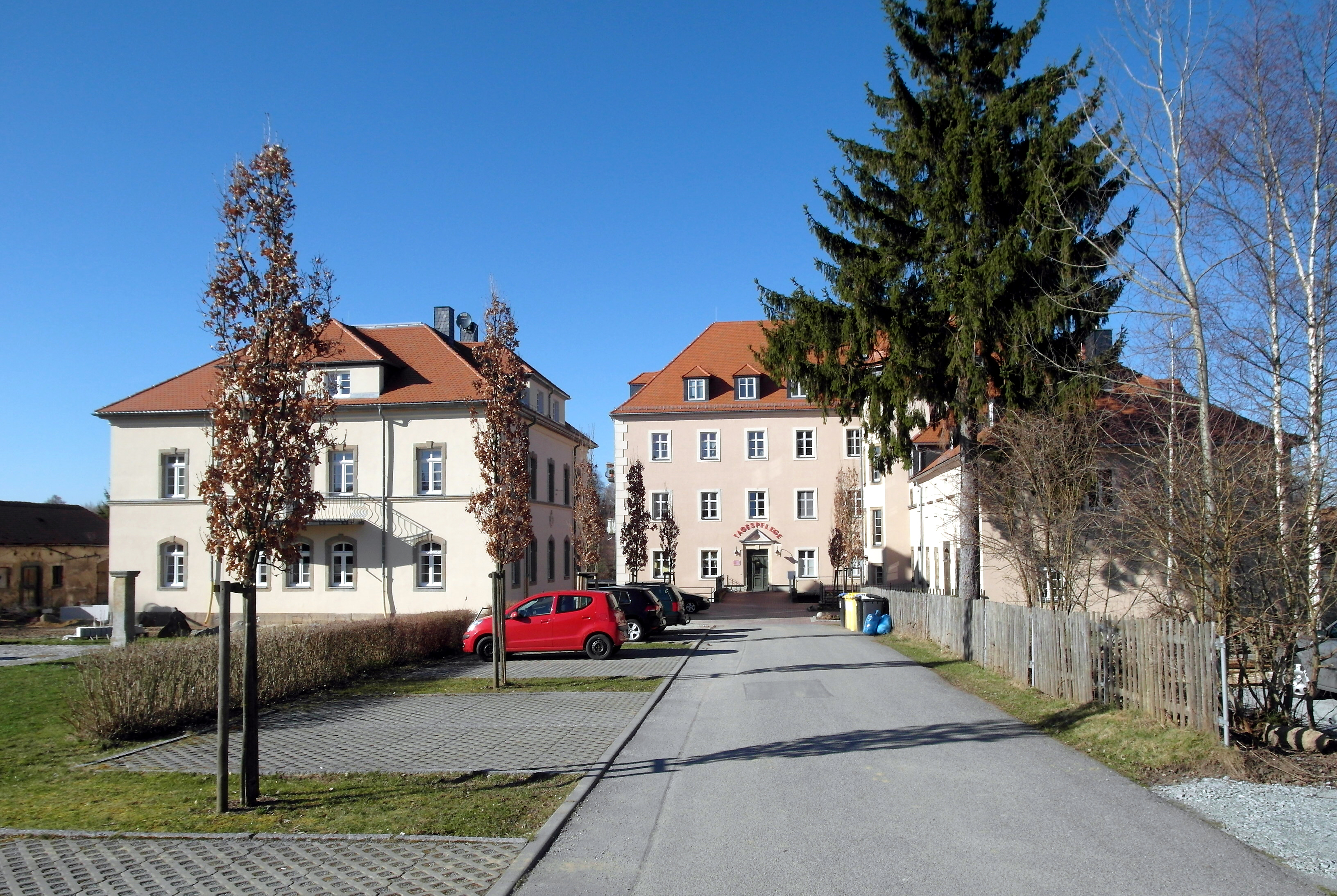
Ehem. Gerichtsgebäude (2017)

Das Amtsgericht nutzte das um 1700 erbaute Gebäude des Gerichtsamtes (Amtsgerichtsstraße 59). Es handelt sich um einen Putzbau über quadratischem Grundriss mit Stockgesimsen und sächsischem Wappen. Es ist ortsgeschichtlich von Bedeutung und steht daher unter Denkmalschutz.